# Rai Cinema

Rai Cinema – Logo

Rai Cinema ist die Produktionsfirma für Spielfilme des öffentlich-rechtlichen Senders Rai – Radiotelevisione Italiana in Rom. Ein weiteres Tätigkeitsfeld ist die Verwaltung von Filmrechten ausländischer Produktionen.
Rai Cinema entstand 1998 aus der Aufspaltung von Rai Cinemafiction in Rai Fiction und Rai Cinema. Die Produktionen umfassen Spiel- und Dokumentarfilme, bei einigen Produktionen wird auch mit anderen ausländischen Gesellschaften zusammen gearbeitet. Als Vertriebsfirma fungiert seit 2001 01 Distribution, diese Firma fusionierte 2011 mit Rai Cinema.

## Produktionen (Auswahl)
- Das andere Rom
- Cäsar muss sterben
- Ex
- Glücklich wie Lazzaro
- Gomorrha – Reise in das Reich der Camorra
- Il Traditore – Als Kronzeuge gegen die Cosa Nostra
- Land der Wunder
- Pinocchio
- Die Belagerung
- Sicario 2
- Suburra
- Terraferma
- Der Unbarmherzige